# ريد فابر
ريد فابر (بالإنجليزية: Red Faber)‏ هو لاعب كرة قاعدة أمريكي، ولد في 6 سبتمبر 1888 في كاسكاد في الولايات المتحدة، وتوفي في 25 سبتمبر 1976 في شيكاغو في الولايات المتحدة.

## وصلات خارجية
- ريد فابر على موقعبيزبول رفرنس.كوم (الدوري الرئيسي) (الإنجليزية)
- ريد فابر على موقعبيزبول رفرنس.كوم (الدوري الثانوي) (الإنجليزية)
- ريد فابر على موقع جمعية أبحاث البيسبول الأمريكية (الإنجليزية)
- ريد فابر على موقع إي إس بي إن.كوم (أم.أل.بي) (الإنجليزية)
- ريد فابر على موقع مشجعي الرسوم البيانية (الإنجليزية)
- ريد فابر على موقع قاعة مشاهير كرة القاعدة (الإنجليزية)
- ريد فابر على موقع قاعة آيوا للمشاهير الرياضية (الإنجليزية)
- ريد فابر على موقع إن إن دي بي (الإنجليزية)